# Ołeksandr Iljuszczenkow
Ołeksandr Andrijowycz Iljuszczenkow, ukr. Олександр Андрійович Ільющенков (ur. 23 marca 1990 roku w Tarnopolu) – ukraiński piłkarz, grający na pozycji bramkarza.

## Kariera piłkarska

### Kariera klubowa
Wychowanek Szkoły Piłkarskiej w Tarnopolu, barwy której bronił w juniorskich mistrzostwach Ukrainy (DJuFL). W 2008 rozpoczął karierę piłkarską w miejscowej drużynie Nywy Tarnopol. Latem 2010 został zaproszony do pierwszoligowego Enerhetyka Bursztyn. 22 lipca 2011 roku przeszedł do Karpat Lwów. Przez pierwsze dwa sezony bronił barw młodzieżowej drużyny, dopiero 31 sierpnia 2013 roku debiutował w pierwszym składzie Karpat. 15 stycznia 2015 za obopólną zgodą kontrakt z lwowskim klubem został anulowany, a w lutym 2015 został piłkarzem mołdawskiego FC Tiraspol. 17 lutego 2016 podpisał kontrakt z Metalistem Charków. 7 sierpnia został piłkarzem gruzińskiego klubu Sioni Bolnisi.

### Kariera reprezentacyjna
W 2012 rozegrał jeden mecz w młodzieżowej reprezentacji Ukrainy.